# Sushar Manaying
Sushar Manaying (tiếng Thái: สุชาร์ มานะยิ่ง; RTGS: Sucha Manaying; phát âm tiếng Thái: [su˩.t͡ɕʰäː˧ mäː˧.nä˥.jĩŋ˥˩]; sinh ngày 09 tháng 01 năm 1988) là nữ diễn viên, ca sĩ người Thái Lan. Cô được biết đến rộng rãi trên khắp châu Á, đặc biệt là Trung Quốc, qua vai diễn "Pie" trong bộ phim điện ảnh bách hợp, Yes or No (2010). Ngoài ra cô còn được biết đến qua các bộ phim như Ngôi nhà hạnh phúc (bản Thái) (2014) và Kiss Me (2015) cùng với nam diễn viên Pirath Nitipaisankul (Mike D. Angelo) trở thành cặp đôi màn ảnh trong lòng khán giả khắp châu Á, trong đó có Việt Nam.

## Tiểu sử và học vấn
Aom Sushar sinh ngày 09 tháng 01 năm 1988 với tên Sucha (tiếng Thái: สุชา). Sau đó cô đổi tên thành Sucharat (tiếng Thái: สุชารัตน์) và tên hiện tại là Sushar.
Biệt danh của cô là Aom (tiếng Thái: ออม; RTGS: Om).
Aom là người Thái gốc Hoa. Tên tiếng Trung của cô là Li Haina (tiếng Trung: 李海娜; bính âm: Lǐ Hǎinà).
Aom Sushar tốt nghiệp trung học trường Suranaree Wittaya School ở quê nhà Nakhon Ratchasima. Sau đó cô học ngành Nghệ thuật Biểu diễn tại trường Đại học Srinakharinwirot ở Băng Cốc, và tốt nghiệp với bằng Cử nhân loại Giỏi.

## Sự nghiệp

### Khởi đầu với Yes or No (2008-2012)
Tốt nghiệp cử nhân Mỹ thuật tại Đại học Srinakharinwirot (Băng Cốc) nhưng đam mê diễn xuất đã giúp Aom Sushar bén duyên phim ảnh với vai diễn đầu tay trong tác phẩm tình cảm lãng mạn Pai in Love (2009). Với vẻ ngoài ưa nhìn cùng diễn xuất tự nhiên, cô gái sinh năm 1988 đã lọt vào mắt xanh của đạo diễn Sarasawadee Wongsompetch trong Yes or No (2010). Thành công của bộ phim đồng tính này đã giúp tên tuổi của Aom Sushar vượt ra khỏi biên giới Thái Lan, còn nhà sản xuất quyết định làm tiếp phần hai. Fanpage của nữ diễn viên cũng được lập tại nhiều quốc gia và số lượng người theo dõi fanpage của cô cũng lên đến con số cực khủng.

### Thành công từ Ngôi nhà hạnh phúc (2013-nay)
Chỉ đúng một năm sau Yes or No 2 (2012), Aom Sushar thêm lần nữa khiến trái tim khán giả phải tan chảy trong phim tình cảm Tìm nhau giữa mùa thu (2013). Trong bộ phim làm lại từ Trái tim mùa thu của Hàn Quốc, nữ diễn viên hoá thân thành nàng Pitcha xinh đẹp, ngây thơ, luôn được gia đình yêu thương. Chuyện tình cảm động của Pitcha và anh chàng Patin đã lấy đi không ít nước mắt người xem. Bản thân Aom Sushar cũng diễn xuất không hề thua kém đàn chị Song Hye-kyo của bản gốc.
Sự tình cờ lại đến chỉ một năm sau đó, khi vai nữ chính trong bản remake của Ngôi nhà hạnh phúc (2014) đến tay Aom Sushar. Cô nàng Han Ji-eun bướng bỉnh nhưng tình cảm được ví như "đo ni đóng giày" cho Aom Sushar bởi vẻ đẹp tự nhiên, mong manh và thuần khiết. Phiên bản Thái ra mắt các diễn đàn cộng đồng mạng, tạo nên 1 cơn sốt không thua kém so với phiên bản cũ 10 năm trước trong đó có Việt Nam, Hàn và Trung Quốc. Trong phim, Pirath Nitipaisankul (Mike D. Angelo) đã có sự kết hợp thú vị khi đóng cặp với "viên kẹo ngọt ngào" Aom Sushar, tạo nên một đôi đũa lệch đáng yêu khi chàng cao 1m8, còn nàng chỉ 1m54. Theo thông tin từ báo chí Thái Lan, sau khi đóng chung, 2 ngôi sao trẻ này giữ mối quan hệ khá đặc biệt khiến nhiều fan nghi ngờ họ "phim giả tình thật". Sau hơn 6 tuần phát sóng, Ngôi nhà hạnh phúc phiên bản Thái hút hơn 20.000 lượt xem mỗi tập trên Youtube, trở thành phim chuyển thể ăn khách nhất xứ Chùa vàng tại Việt Nam. Dàn diễn viên trẻ đẹp, kịch bản chuyển thể linh hoạt, diễn xuất tự nhiên của cặp đôi Mike D. Angelo và Aom Sushar chính là điểm nhấn tạo nên sức hút riêng cho Ngôi nhà hạnh phúc phiên bản Thái.
Ngôi sao xinh đẹp không để bản thân dừng lại mà tiếp tục khiến cho khán giả thương nhớ trong Nụ hôn định mệnh (2015), bộ phim chuyển thể từ bộ manga Nhật Bản Itazura na Kiss (hay còn được biết đến là Thơ Ngây) và một lần nữa cô tiếp tục tái hợp với Mike D. Angelo. Trải qua nhiều bộ phim với các vai khác nhau, Aom Sushar giờ đã chiếm được trọn vẹn cảm tình của khán giả châu Á bằng lối diễn tự nhiên cùng vẻ ngọt ngào say đắm lòng người. Sau một thời gian với nhiều thành công liên tiếp, Aom Sushar vẫn chưa cho thấy bất kỳ dấu hiệu nào là cô muốn để cho bản thân ngơi nghỉ.
Người hâm mộ đã quen với hình ảnh dịu dàng của nữ diễn viên này nhưng cô không vì thế mà đóng đinh bản thân vào dạng vai nhất định. Bằng chứng là trong bộ phim kinh dị Khách sạn ma (2017), Aom Sushar đã mang đến một hình ảnh khác lạ. Không còn là cô gái nhu mì, yếu đuối lúc nào cũng cần có người ở bên bảo vệ, Aom Sushar hoá thân thành một cô nàng mạnh mẽ dám đối mặt với chính nỗi sợ để vượt qua hằng hà sa số cạm bẫy của ma quỷ. Trong Khách sạn ma, Aom Sushar vào vai Bạch Linh, cô nàng cùng bạn trai Tiểu Quân đi du lịch tại Malaysia. Đặt chân đến sòng bạc ở đất nước xa lạ, họ vô tình thắng được một số tiền khổng lồ. Đôi tình nhân sau đó vui vẻ đến khách sạn, nhưng chẳng thể ngờ kỳ nghỉ dưỡng màu hồng lại trở nên khủng khiếp với những "vị khách" lạ. Bạch Linh và Tiểu Quân hoảng loạn chạy trốn khỏi khách sạn, nhưng dường như ma quỷ không buông tha cho họ. Đỉnh điểm là khi Tiểu Quân bị ma quỷ bắt đi và Bạch Linh phải tìm mọi cách cứu thoát người yêu. Điểm đặc biệt của Khách sạn ma chính là bộ phim được quay ngay tại toà nhà Amber Court – một trong những khách sạn rùng rợn nhất châu Á. Aom Sushar chia sẻ cô không gặp trở ngại về vấn đề tinh thần khi quay một phim kinh dị tại một địa điểm bị đồn thổi là có ma. Cô cho biết: "Trước đây tôi cũng từng quay một số phim kinh dị của Thái Lan, nhưng chưa đến mấy địa điểm đáng sợ cỡ này bao giờ". Tuy vậy, Aom Sushar lại cần phải chuẩn bị về mặt thể lực. "Tôi mong muốn tự mình thực hiện tất cả các cảnh quay nguy hiểm nhất, nên việc luyện tập phải kéo xuyên suốt từ trước khi bộ phim khởi quay".
Năm 2019, Aom Sushar kết thúc hợp đồng với đài Channel 3 và trở thành diễn viên tự do.
Năm 2021, cô trở lại màn ảnh nhỏ với nhiều bộ phim mới được chiếu trên đài GMM 25. Cô còn đóng cặp với nam diễn viên nổi tiếng đài CH7 là Weir Sukollawat Kanarot trong series dài 6 tập Báo động Bangkok của Netflix.

## Đời tư
Aom Sushar đang hẹn hò với một doanh nhân vô cùng giàu có và người đó không ai khác chính là Amp Pithan. Tin tức này khiến nhiều người bất ngờ bởi trước đó, cô nàng nấm lùn của làng giải trí xứ Chùa Vàng từng có tin đồn tình cảm với bạn diễn Mike D. Angelo. Cặp đôi có nhiều lần hợp tác và đóng cảnh tình cảm ngọt ngào đến mức ai cũng nghĩ họ là một đôi. Điều đặc biệt là doanh nhân Amp Pithan từng là bạn trai của nữ hoàng giải trí Thái Lan - Patcharapa Chaichua. Cô chia sẻ: "Thực tế, cả hai chúng tôi đã nói chuyện qua lại được gần 1 năm và mới chỉ tìm hiểu chính thức được 3 tháng. Chúng tôi gặp nhau trong một bữa tiệc và qua lời giới thiệu của bạn bè mà bắt đầu tiếp xúc với nhau".

## Các phim đã tham gia

### Phim điện ảnh
| Năm  | Tên gốc                    | Tên tiếng Việt                            | Vai                      | Đóng với                                 |
| ---- | -------------------------- | ----------------------------------------- | ------------------------ | ---------------------------------------- |
| 2009 | Pai in Love                |                                           | Pai                      |                                          |
| 2010 | Yes or No                  |                                           | Pie                      | Suppanad Jittaleela                      |
| 2011 | Love, Faith, Miracle       |                                           | Toei                     |                                          |
| 2011 | Bangkok Kung Fu            | Kung Fu chùa vàng                         | Bibi                     | Arak Amornsupasiri                       |
| 2011 | Wake Up Ghost for Biting   |                                           |                          |                                          |
| 2012 | Chop Kot Lai Chai Kot Loep | Lỡ thích nhấn Like, trót yêu ai nhấn Love | Mina Wongsathaphon (Min) | Patiparn Pataweekarn                     |
| 2012 | Yes or No 2                |                                           | Pie                      | Suppanad Jittaleela                      |
| 2012 | Love, Faith, Miracle II    |                                           | Nam                      |                                          |
| 2013 | Namaste Hello, Bye Bye     | Người giám hộ                             | Ploy                     |                                          |
| 2013 | Hashima Project            | Bí ẩn đảo Hashima                         | May                      | Alexander Rendell & Pirath Nitipaisankul |
| 2014 | Present Perfect            |                                           | Pam                      | Anavil Charttong                         |
| 2014 | The Couple                 |                                           | Aom                      | Pichaya Nitipaisalkul                    |
| 2015 | The Old Cinderella 2       |                                           |                          |                                          |
| 2017 | Haunted Hotel              | Khách sạn ma                              | Bạch Linh                | Lý Xuyên                                 |
| 2022 | The Lake                   | Quái vật sông Mekong                      | Lin                      |                                          |

### Phim truyền hình
| Năm     | Tên gốc                      | Tên tiếng Việt                      | Vai                                | Đóng với                        | Đài            |
| ------- | ---------------------------- | ----------------------------------- | ---------------------------------- | ------------------------------- | -------------- |
| 2008    | Nangsao Phakhirio            |                                     | Aom                                |                                 | Channel 3      |
| 2009    | Kuan Kammathep               |                                     | Mai                                |                                 | Channel 3      |
| 2010    | Malai Sarm Chai              | Kiếp hoa buồn                       | Niece                              |                                 | Channel 5      |
| 2011    | Dolphins Dream Fight         |                                     | Fang                               |                                 | Channel 9      |
| 2011–12 | Mahachon the Series          |                                     | Namfah / "Fah"                     | Popetorn Soonthornyanakij       | Channel 3      |
| 2012-15 | Jut Nat Pope                 |                                     | Lela Wilaitham / "Lay"             | Kawee Tanjararak                | Channel 3      |
| 2013    | Porn Prom Onlaweng           | Trò đùa của thượng đế               | Sutnapha / "Bee"                   | Sorawit Suboon                  | Channel 3      |
| 2013    | Autumn in My Heart           | Tìm nhau giữa mùa thu               | Pitcha                             | Jesdaporn Pholdee               | TrueVisions    |
| 2014    | Full House                   | Ngôi nhà hạnh phúc (bản Thái)       | Orladee Meeprasertsakun / "Aom-am" | Pirath Nitipaisankul            | TrueVisions    |
| 2014    | Kiss Me                      |                                     | Kaem                               |                                 | Workpoint TV   |
| 2014    | Club Friday the Series 4     | Tình yêu đối lập                    | Wa                                 |                                 | GMM 25         |
| 2015    | Kiss Me                      | Nụ hôn định mệnh                    | Theeraphat Ingkuranon / "Taliw"    | Pirath Nitipaisankul            | TrueVisions    |
| 2016    | Raeng Tawan                  | Mộng uyên ương                      | Pensiri / "Pen"                    | Pachara Chirathivat             | Channel 3      |
| 2018    | Nang Barb                    | Trái tim tội lỗi                    | Khách mời                          |                                 | Channel 3      |
| 2018    | Ruk Plik Lok                 | Tình yêu kỳ lạ                      | Naweeya                            | Peter Denman                    | Channel 3      |
| 2019    | Tukta Phee                   | Búp bê ma                           | Thanida / "Nid"                    | Jaron Sorat                     | Channel 3      |
| 2019    | Na Li You Cai Hong Gao Su Wo | Nói cho em biết nơi đâu có cầu vồng | Lâm Xảo Xảo                        | Hầu Đông                        | iQiyi          |
| 2021    | Girl2K                       | Gái văn phòng 2000 tuổi             | Momay                              | Jumpol Adulkittiporn            | GMM 25         |
| 2021    | Mr. Lipstick                 | Chấm điểm tình yêu                  | Kumarika / Mod                     | Arak Amornsupasiri              | GMM 25         |
| 2021    | Bangkok Breaking             | Báo động Bangkok                    | Kat                                | Sukollawat Kanarot              | Netflix        |
| 2021    | Irresistible                 | Lệnh cho trái tim ngừng yêu em      | Mookarin / "Mook"                  | Thanat Lowkhunsombat            | GMM 25         |
| 2021    | Switch On                    | Hoán đổi thế giới                   | Nisa                               | Sutthirak Subvijitra            | Channel 3      |
| 2021    | XYZ                          |                                     | Chat                               | Ananda Everingham & Henry Myron | TrueVisions    |
| 2022    | Boss & Me                    | Sam Sam tới rồi (bản Thái)          | Namkhing                           | Puttichai Kasetsin              | GMM 25 MangoTV |
| 2022    | Finding the Rainbow          | Tìm lại cầu vồng                    | Fern                               | Itthipat Thanit                 | ViuTV          |

### Chương trình thực tế
- รายการ สตรอเบอร์รี่ชีสเค้ก
- รายการ Teen Plus Life
- รายการ เผิงโหย่ว (朋友, Péng Yǒu; "เพื่อน") ซึ่งมุ่งประชาสัมพันธ์ประเทศไทย
- รายการ อายุน้อยร้อยล้าน (พิธีกรรับเชิญ)
- รายการ 2Piece 2Please ทางช่อง GMM25

## Âm nhạc

### Ca khúc
| Năm  | Tên bài hát                           |
| ---- | ------------------------------------- |
| 2014 | จากใจ / "Chak Chai" ("From My Heart") |

### Nhạc phim
| Năm  | Tên bài hát                                                        | Ghi chú                                             |
| ---- | ------------------------------------------------------------------ | --------------------------------------------------- |
| 2010 | สบตา / "Sop Ta" ("When Our Eyes Meet")                             | Nhạc phim Yes or No                                 |
| 2012 | คนลืมช้า / "Khon Luem Cha" ("Someone Who Forgets Slowly")            | Nhạc phim Lỡ thích nhấn Like, trót yêu ai nhấn Love |
| 2012 | หวงห่วง / "Huang Huang" ("Zealously Worried")                       | Nhạc phim Yes or No 2                               |
| 2012 | "My Rules"                                                         | Nhạc phim Yes or No 2                               |
| 2012 | จับมือจับใจ / "Chap Mue Chap Chai" ("Touch My Hands, Touch My Heart") | Bài hát chủ đề của chương trình Pengyou (朋友)      |
| 2013 | อยู่เพื่อรักเธอ / "Yu Phuea Rak Thoe" ("Be There to Love You")          | Nhạc phim Tìm nhau giữa mùa thu                     |
| 2014 | "Oh Baby I"                                                        | Nhạc phim Ngôi nhà hạnh phúc (bản Thái)             |
| 2014 | หยุด / "Yut" ("Stop")                                               | Nhạc phim The Couple                                |
| 2015 | พูดลอยลอย / "Phut Loi Loi" ("A Casual Remark")                      | Nhạc phim Jut Nat Pope                              |
| 2015 | "Kiss Me"                                                          | Nhạc phim Nụ hôn định mệnh                          |
| 2016 | แรงตะวัน / "Raeng Tawan" ("The Burning Sun")                        | Nhạc phim Mộng uyên ương                            |

## Quảng cáo
- Clearasil Stayclear
- Cute Press Evory Plus Vitamin E
- ภาพยนตร์โฆษณา Canon - The Remember
- AD Truevision "Super Entertainment Package"
- Snail White Mask Shot
- Colly Dr.Tobi Collagen 8,000
- Mentholatum Lip Pure

## Giải thưởng và đề cử
| Năm  | Giải thưởng                                          | Hạng mục                                        | Đề cử                         | Kết quả   |
| ---- | ---------------------------------------------------- | ----------------------------------------------- | ----------------------------- | --------- |
| 2010 | 10th Top Awards                                      | Best Rising Film Actress                        | Yes or No                     | Đề cử     |
| 2012 | 12th Top Awards                                      | Best Actress                                    | Yes or No 2                   | Đề cử     |
| 2012 | 1st Daradaily the Great Awards                       | Film Actress of the Year                        | Yes or No 2                   | Đề cử     |
| 2012 | 10th Starpics Thai Film Awards                       | Best Actress                                    | Yes or No 2                   | Đề cử     |
| 2012 | 21st Bangkok Critics Assembly Awards                 | Best Actress                                    | Yes or No 2                   | Đề cử     |
| 2013 | Gmember Awards                                       | Best Movie Song of the Year                     | "Forever Love"                | Đoạt giải |
| 2013 | Thailand Zocial Award                                | Most Popular Actress on Social Network          | —                             | Đề cử     |
| 2013 | Bang Awards                                          | Girl of the Year                                | —                             | Đề cử     |
| 2013 | TV3 Fanclub Awards                                   | Popular Actress                                 | Trò đùa của thượng đế         | Đề cử     |
| 2013 | 22nd Bangkok Critics Assembly Awards                 | Best Supporting Actress                         | Bí ẩn đảo Hashima             | Đề cử     |
| 2014 | 3rd Daradaily the Great Awards                       | Best Actress of the Year                        | Bí ẩn đảo Hashima             | Đề cử     |
| 2014 | 8th Kazz Awards                                      | Current Girl Hit Award                          | —                             | Đề cử     |
| 2014 | 8th Kazz Awards                                      | Couple of the Year (with Mike Angelo)           | Ngôi nhà hạnh phúc (bản Thái) | Đề cử     |
| 2014 | 7th Siam Dara Star Awards                            | Best Actress in TV Drama                        | Ngôi nhà hạnh phúc (bản Thái) | Đề cử     |
| 2014 | 13th Hamburger Awards                                | Best Cover Ever                                 | —                             | Đoạt giải |
| 2014 | 9th OK! Awards                                       | Female Heartthrob                               | —                             | Đề cử     |
| 2014 | 2nd IME Chinese Online Media Popular Awards          | Thailand Headlines Person of The Year           | —                             | Đoạt giải |
| 2014 | 1st EFM Awards                                       | Popular Star Award - March                      | Ngôi nhà hạnh phúc (bản Thái) | Đề cử     |
| 2014 | 1st EFM Awards                                       | Popular Star Award - November                   | The Couple                    | Đề cử     |
| 2014 | Bioscope Awards                                      | Best Acting                                     | The Couple                    | Đoạt giải |
| 2014 | 23rd Bangkok Critics Assembly Awards                 | Best Actress                                    | The Couple                    | Đoạt giải |
| 2014 | 12th Starpics Thai Film Awards                       | Best Actress                                    | The Couple                    | Đề cử     |
| 2014 | 12th Kom Chad Luek Awards                            | Best Actress                                    | The Couple                    | Đề cử     |
| 2015 | 3rd Thailand International Film Destination Festival | Honorable Award                                 | —                             | Đoạt giải |
| 2015 | Srinakharinwirot University                          | Outstanding Alumni Award                        | —                             | Đoạt giải |
| 2015 | 30th Saraswati Royal Award                           | Popular Female Actress                          | The Couple                    | Đề cử     |
| 2015 | Maya Awards                                          | Best Leading Actress (Film)                     | The Couple                    | Đề cử     |
| 2015 | Maya Awards                                          | Celebrity Couple of the Year (with Mike Angelo) | Nụ hôn định mệnh              | Đoạt giải |
| 2015 | 14th Hamburger Icon Awards                           | Best Buddy (with Mike Angelo)                   | Nụ hôn định mệnh              | Đoạt giải |
| 2015 | 2nd TrueLife Awards                                  | Leading Actress of the Year                     | Nụ hôn định mệnh              | Đề cử     |
| 2015 | 5th Daradaily The Great Awards                       | Best Film Actress of the Year                   | The Couple                    | Đề cử     |